# 舊桑比爾
旧桑比尔（羅馬化：Staryy Sambir），亦译为旧桑博尔，是乌克兰西部利沃夫州桑比尔区旧桑比尔市镇内的城市及该市镇的行政中心，2020年7月18日前为舊桑比爾區的行政中心。該市距離州府利沃夫84公里，始建於1071年，面積3.25平方公里，海拔高度344米，2022年人口数量为6,440人。

## 图集

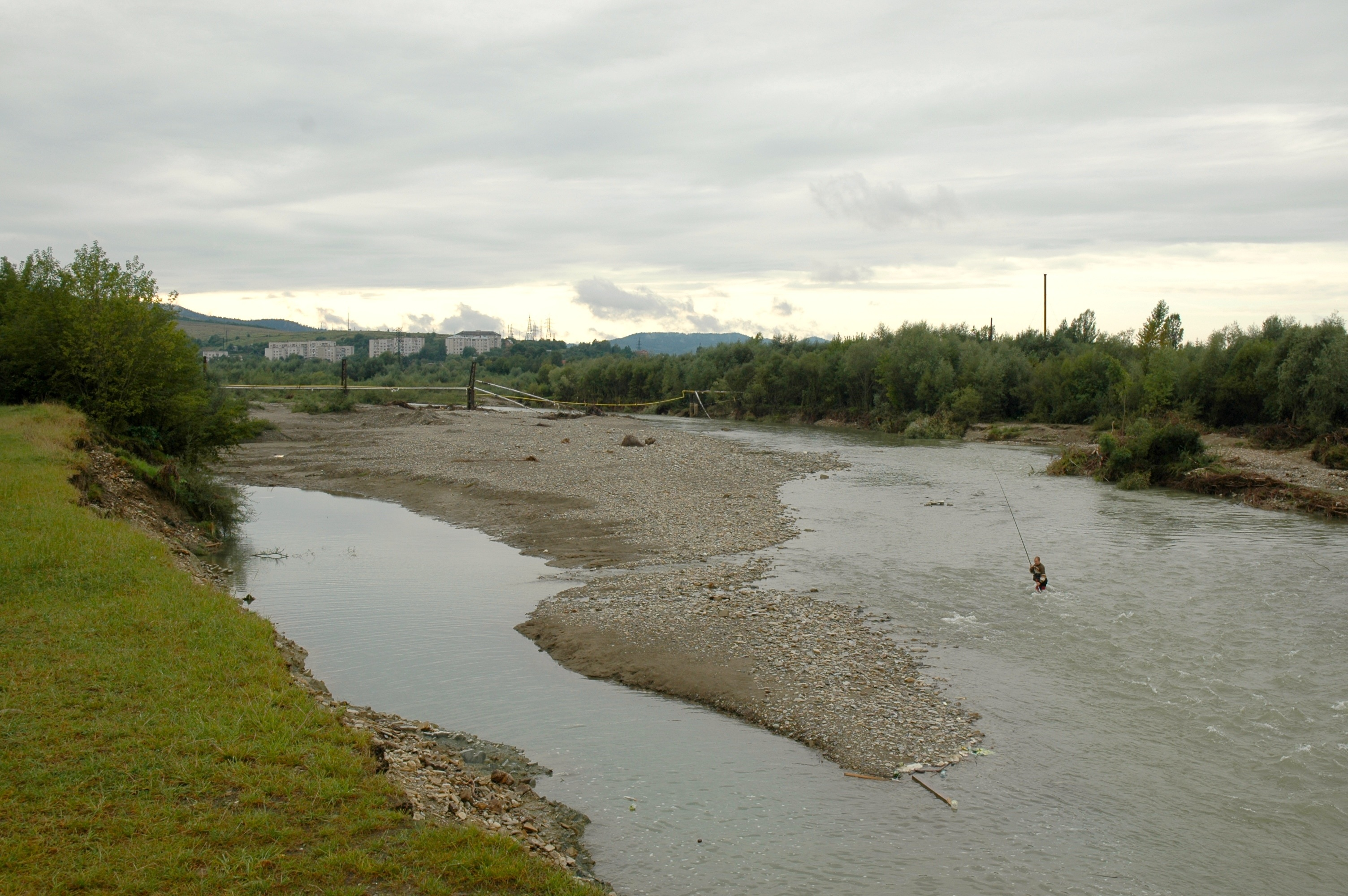
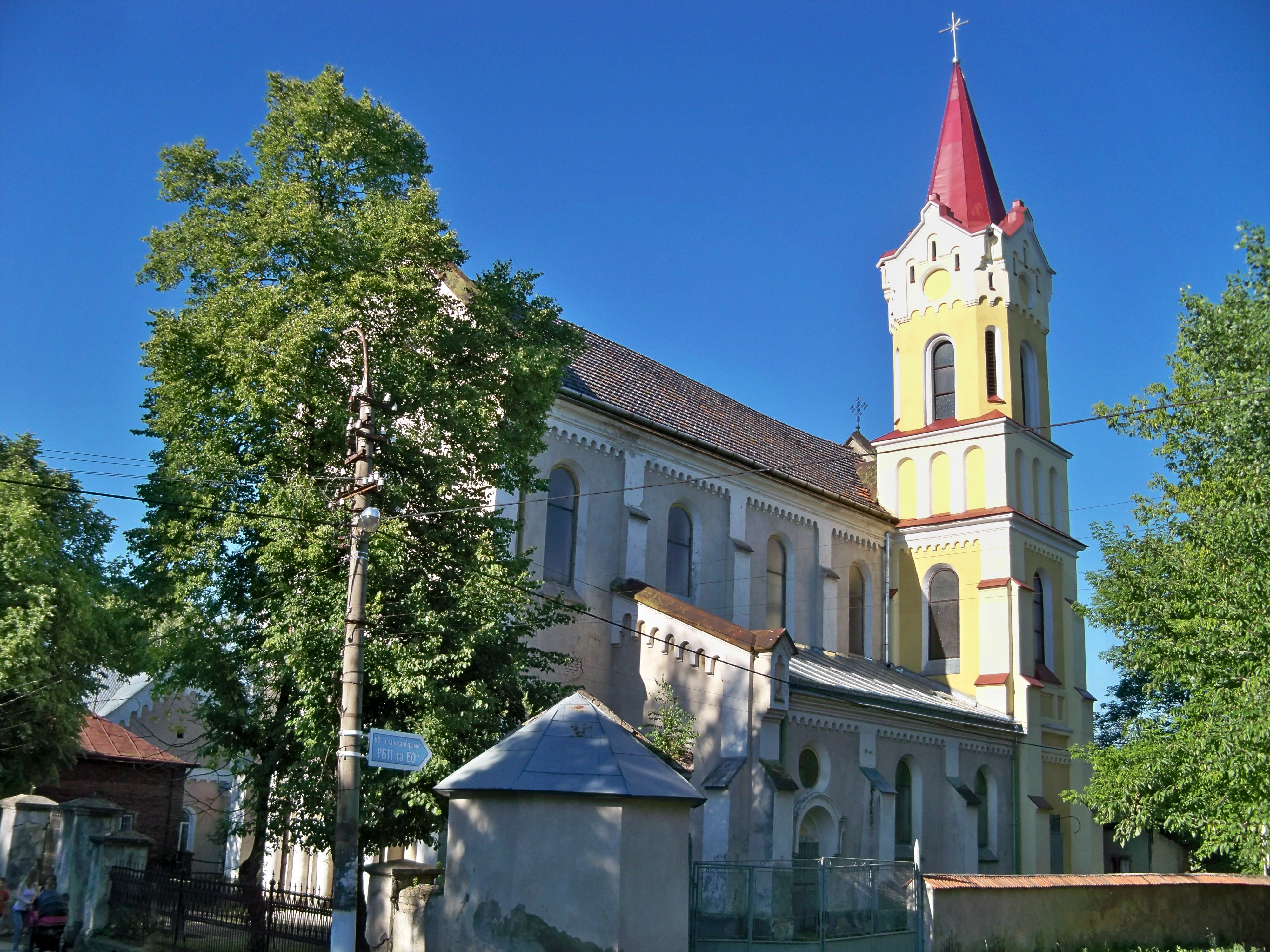
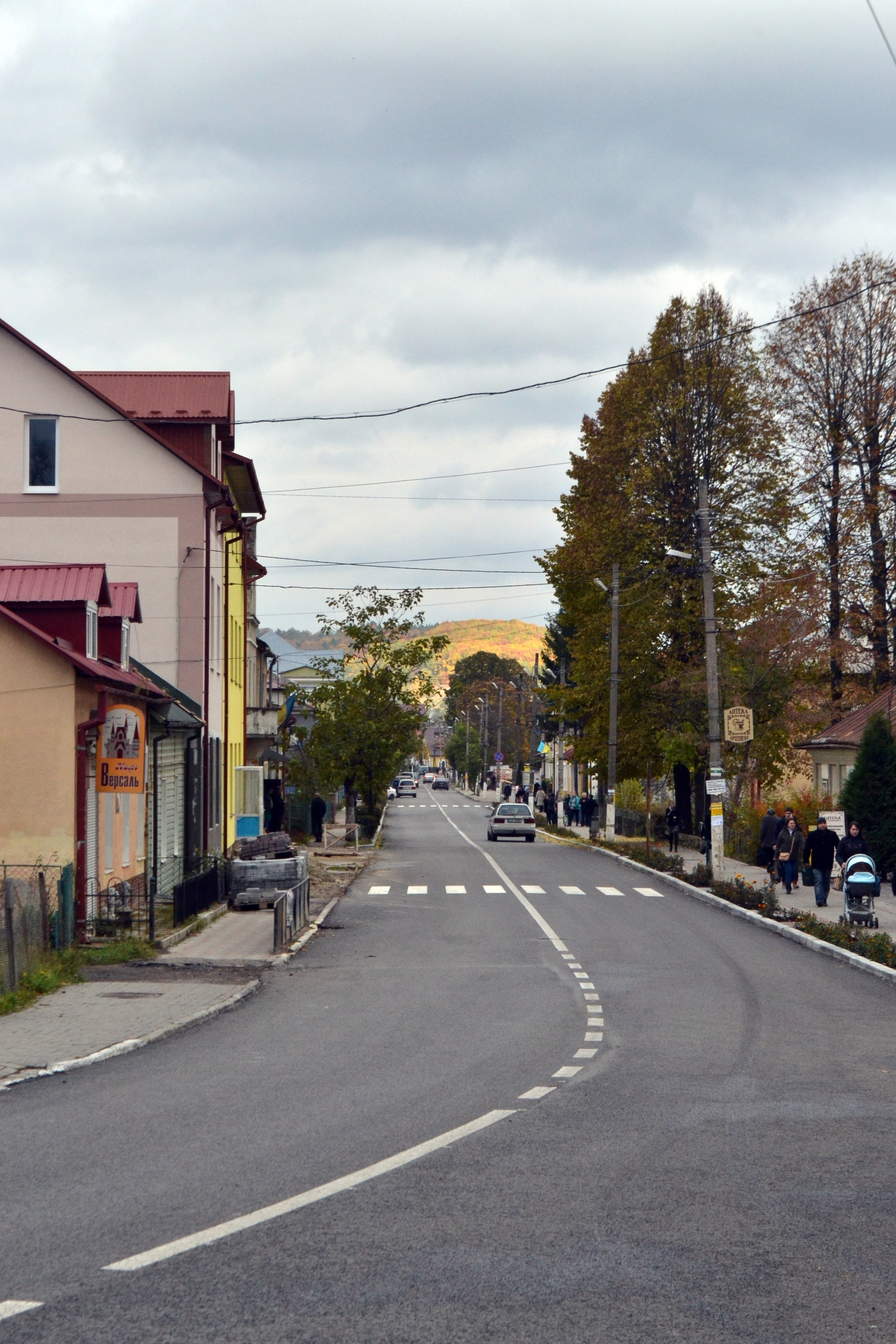